# Мезан-Фріу
Меза́н-Фрі́у (порт. Mesão Frio; МФА: [mɨ.ˈzɐ̃w ˈfɾi.u], Мизе́н-Фрі́у) — муніципалітет і містечко в Португалії, в окрузі Віла-Реал. Розташований у північній частині країни, на теренах історичної португальської провінції Трансмонтана. Належить до Віла-Реальської діоцезії Католицької церкви в Португалії.  Поділяється на 5 парафій. За адміністративним поділом, чинним до 1976 року, був складовою провінції Трансмонтана і Верхнє Дору. Площа муніципалітету — 26,65 км², населення муніципалітету — 4433 ос. (2011); густота населення — 166,34 осіб/км²
. Патрон — святий Андрій. Святковий день муніципалітету — 30 листопада. Поштовий індекс — 5040.  Код місцевої адміністративної одиниці — 1704. Складова статистичного регіону Північ.

## Географія
Мезан-Фріу розташоване на півночі Португалії, на південному заході округу Віла-Реал.
Мезан-Фріу межує на півночі та сході — з муніципалітетом Пезу-да-Регуа, на південному сході — з муніципалітетами Ламегу і Резенде, на заході — з муніципалітетом Байан.

## Історія
1152 року португальський король Афонсу І надав Мезан-Фріу форал, яким визнав за поселенням статус містечка та муніципальні самоврядні права.

## Населення
| Кількість мешканців | Кількість мешканців | Кількість мешканців | Кількість мешканців | Кількість мешканців | Кількість мешканців | Кількість мешканців | Кількість мешканців | Кількість мешканців | Кількість мешканців | Кількість мешканців | Кількість мешканців | Кількість мешканців | Кількість мешканців | Кількість мешканців |
| ------------------- | ------------------- | ------------------- | ------------------- | ------------------- | ------------------- | ------------------- | ------------------- | ------------------- | ------------------- | ------------------- | ------------------- | ------------------- | ------------------- | ------------------- |
| 1864                | 1878                | 1890                | 1900                | 1911                | 1920                | 1930                | 1940                | 1950                | 1960                | 1970                | 1981                | 1991                | 2001                | 2011                |
| 6 050               | 7 284               | 8 183               | 6 935               | 7 182               | 6 751               | 7 576               | 8 205               | 8 109               | 7 424               | 5 800               | 6 335               | 5 519               | 4 926               | 4 433               |